# Isotachis humectata
Isotachis humectata là một loài rêu trong họ Balantiopsaceae. Loài này được Hook. f. & Taylor Stephani mô tả khoa học đầu tiên năm 1909.